# Nikohl Boosheri
Nikohl Boosheri (* 3. září 1988, Pákistán) je kanadská herečka. Proslavila se rolí Adeny El-Amin v seriálu stanice Freeform Troufalky.

## Životopis
Boosheri se narodila v Pákistánu íránským rodičům. Do Kanady se přestěhovali, když jí byly 2 měsíce. Nikdy nebyla v Íránu. Mluví anglicky a persky.

## Filmografie

### Film
| Rok  | Název                 | Role          | Poznámky            |
| ---- | --------------------- | ------------- | ------------------- |
| 2011 | Okolnost              | Atafeh Hakimi |                     |
| 2013 | Farah Goes Bang       | Farah Mahtab  |                     |
| 2015 | Inner Fear            | Alice         |                     |
| 2016 | It's Been Like a Year |               | krátkometrážní film |
| 2016 | The Loner             | Sara          |                     |
| 2017 | Cyrus and the Wallet  | teta          | krátkometrážní film |
| 2017 | Salty                 | Amber         | krátkometrážní film |
| 2018 | The Wedding           | Sara          |                     |
| 2018 | It's a Match          | Emily         | krátkometrážní film |
| 2018 | The Last Shift        | Adeleh        | krátkometrážní film |
| 2020 | Alia's Birth          | Tess          |                     |

### Televize
| Rok        | Název             | Role            | Poznámky                                                |
| ---------- | ----------------- | --------------- | ------------------------------------------------------- |
| 2010       | Tower Prep        | Asistentka      | díl: „Snitch“                                           |
| 2012       | Continuum         | Laura Kellogová | díl: „Laura“                                            |
| 2013       | Futurestates      | Sonia Elhami    | díl: „Refuge“                                           |
| 2014       | Darebák           | Bridget         | 5 dílů                                                  |
| 2015       | Kořeny minulosti  | Toni            | Televizní film                                          |
| 2016       | Supergirl         | Kelly Soto      | díl: „Chaning“                                          |
| 2017–dosud | Troufalky         | Adena El-Amin   | vedlejší role (1., 3. a 4. řada), hlavní role (2. řada) |
| 2018       | Půjčovna masa     | Nalan Ertekin   | díly: „Zabijáci“ a „Na opuštěném místě“                 |
| 2018       | Dead in the Water | Dana            | televizní film                                          |